# Lophocampa albipennis
Lophocampa albipennis är en fjärilsart som beskrevs av George Francis Hampson 1904. Lophocampa albipennis ingår i släktet Lophocampa och familjen björnspinnare. Inga underarter finns listade i Catalogue of Life.